# Szakonyfalu
Szakonyfalu (slowenisch Sakalovci) ist eine ungarische Gemeinde im Kreis Szentgotthárd im Komitat Vas. 45 Prozent der Bewohner gehören zur Volksgruppe der Slowenen.

## Geografische Lage
Szakonyfalu liegt an der Grenze zu Österreich, 45 Kilometer südwestlich des Komitatssitzes Szombathely und 5  Kilometer südwestlich der Kreisstadt Szentgotthárd an dem Fluss Grojka-patak, der nördlich des Ortes in den Fluss Rába mündet. Nachbargemeinden sind Apátistvánfalva, Kétvölgy und Alsószölnök. Jenseits der Grenze liegt die österreichische Gemeinde Mogersdorf. Szakonyfalu befindet sich zudem im nordöstlichen Teil des Nationalparks Őrség.

## Geschichte
Im Jahr 1913 gab es in der damaligen Kleingemeinde 133 Häuser und 588 Einwohner auf einer Fläche von 1963 Katastraljochen. Sie gehörte zu dieser Zeit zum Bezirk Szentgotthárd im Komitat Vas.

## Sehenswürdigkeiten
- Kruzifix
- Römisch-katholische Kirche Sarlós Boldogasszony, 1922 erbaut
- Standbild Szent Anna mit ihrer Tochter Maria

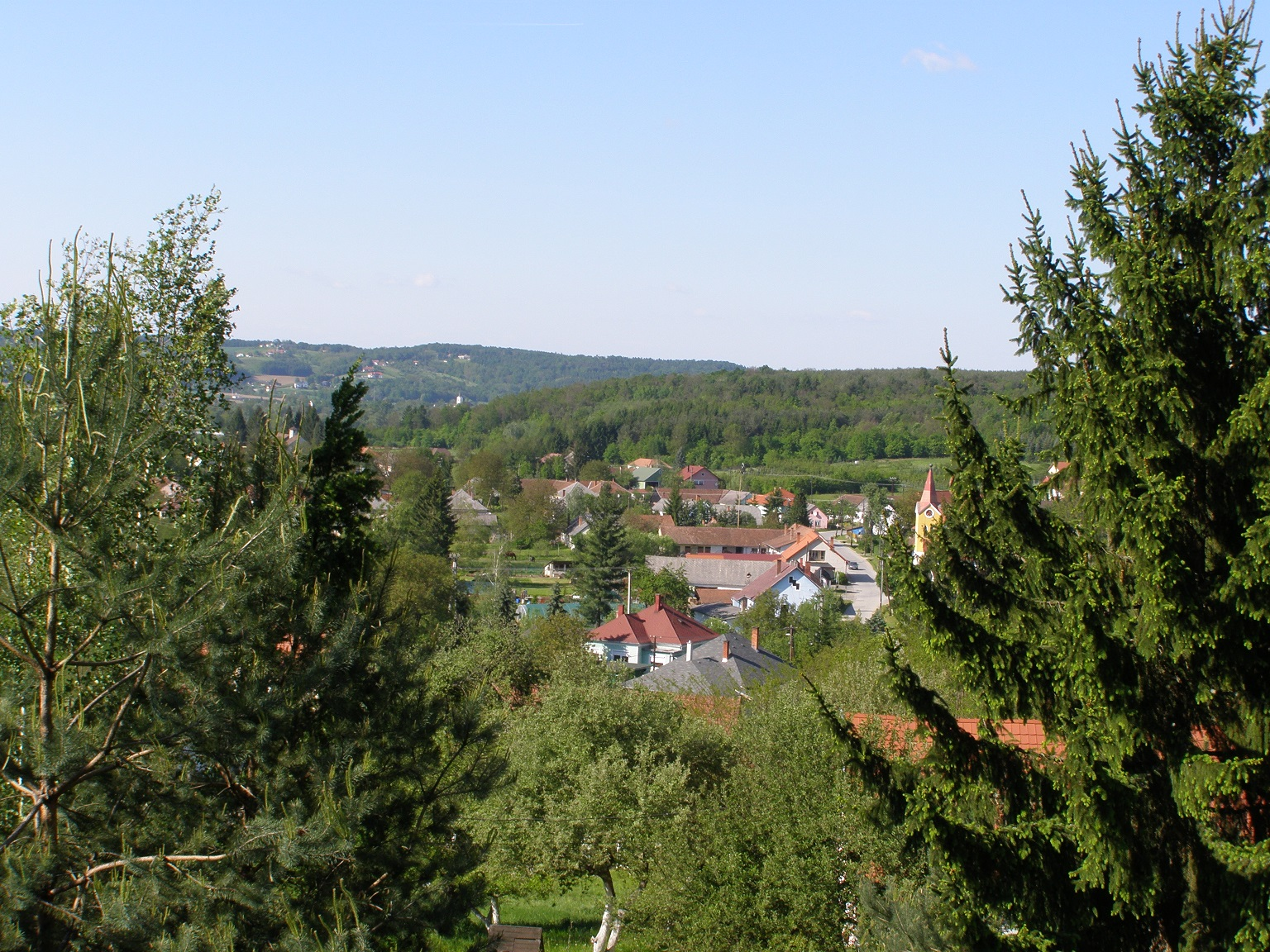
Blick auf Szakonyfalu
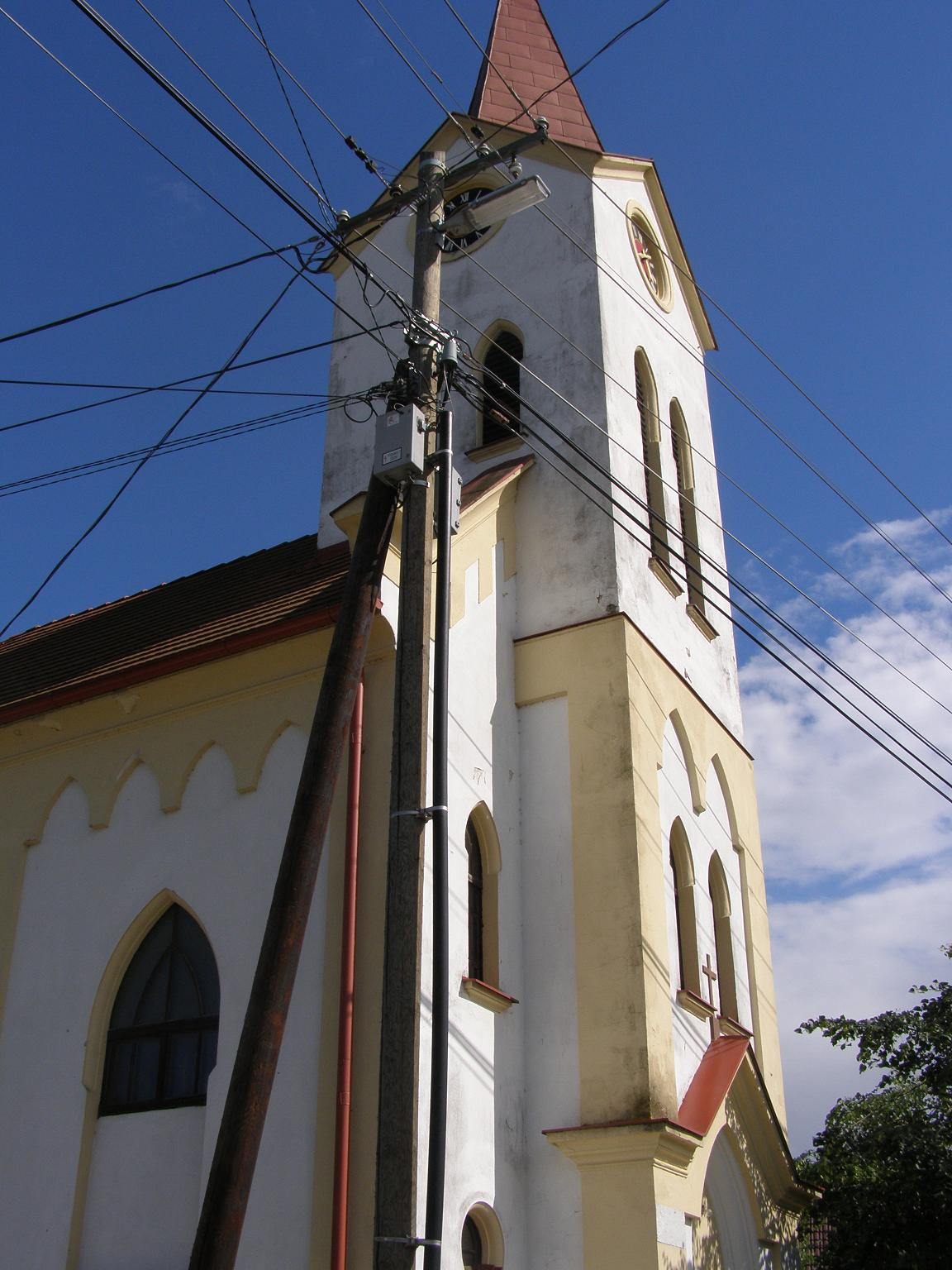
Römisch-katholische Kirche Sarlós Boldogasszony
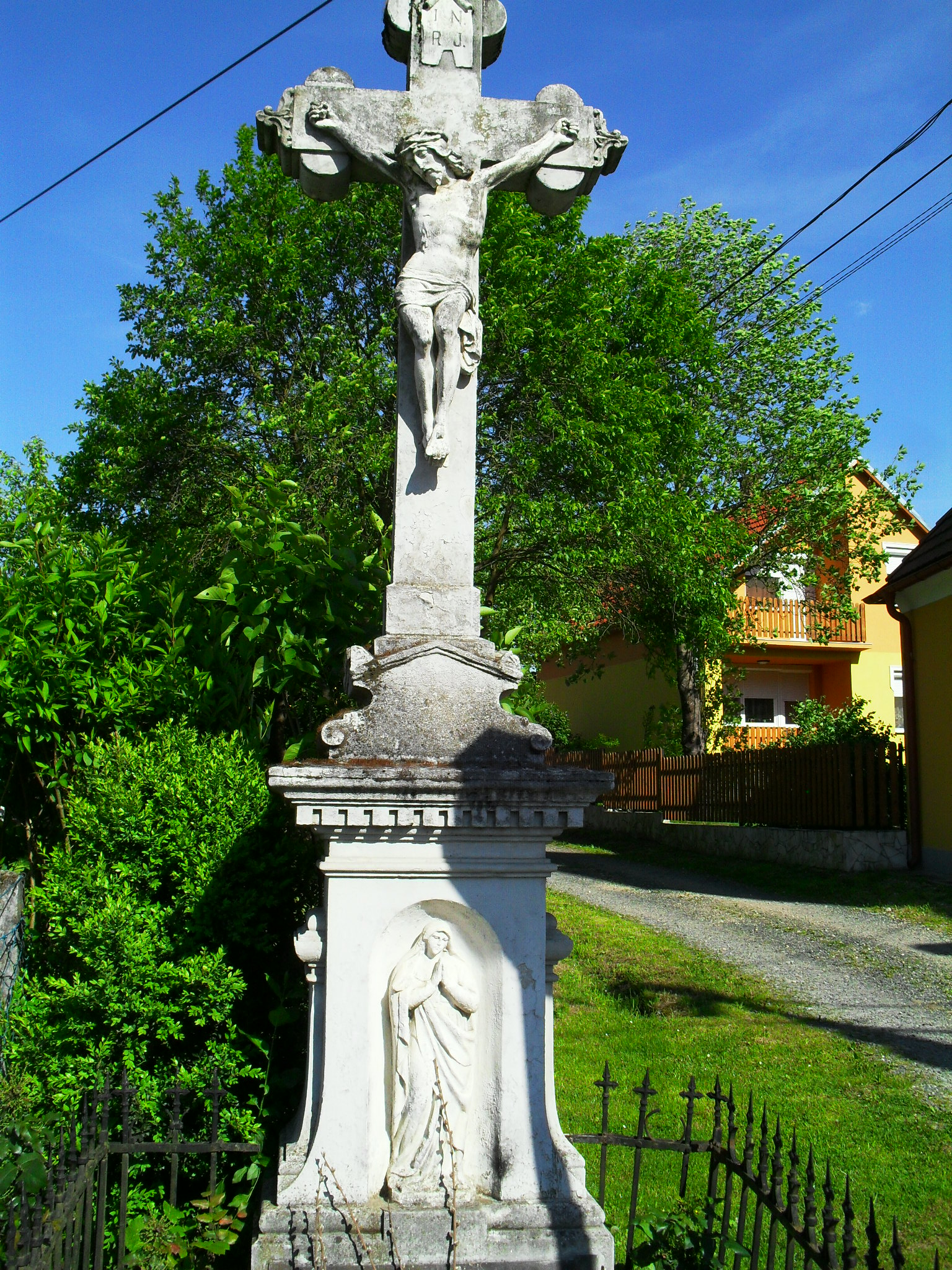
Kruzifix

## Verkehr
Szakonyfalu ist nur über die Nebenstraße Nr. 74182 von der Landstraße Nr. 7454 aus zu erreichen. Es bestehen Busverbindungen über Alsószölnök nach Felsőszölnök sowie nach Szentgotthárd, wo sich der nächstgelegene Bahnhof befindet.